# 本多恒久
本多 恒久（ほんだ つねひさ、? - 元文3年4月23日（1738年6月10日））は、福井藩家老。高知席本多修理家第3代。
父は本多正房。兄は本多富敬。養子は本多正賀。通称修理。初名正倫。
元禄7年（1694年）正月新知300石を賜り藩主松平吉品の近習となる。元禄9年（1696年）兄富敬が死去。その2500石の家督を相続。宝永2年（1705年）家老となる。享保7年（1722年）藩主昌平（松平宗昌）の家督相続の御礼言上の際に、将軍徳川吉宗に拝謁する。享保9年（1724年）300石を加増される。享保17年（1732年）3月称念寺境内にある南朝の功臣新田義貞の墓所に碑を建てて勤皇の遺跡を世に知らしめた。元文元年（1736年）隠居して家督を兄富敬の子正賀に譲る。元文3年（1738年）4月23日没。